# Hôpital de Magenta
Le Centre Hospitalier Territorial (CHT) de Magenta, généralement appelé Clinique de Magenta, était le deuxième établissement hospitalier de par sa taille de Nouméa et de Nouvelle-Calédonie, derrière l'hôpital Gaston-Bourret. Il tire son nom du quartier où il se situe à Nouméa, à 3 km du centre ville. Il constituait le pôle "mère - enfant" du CHT en accueillant les services de pédiatrie, gynécologie, obstétrique et la maternité. Il ferme définitivement ses portes le 23 décembre 2016 lors du déménagement de celui-ci et de l'Hôpital Gaston-Bourret vers le Médipôle de Koutio.

## Historique
- 1976: création de la clinique privée de Magenta.
- 1er juillet 1983: rachat de la clinique de Magenta par le CHT, qui accueille les services liés à la mère et à l'enfant qui jusque-là se trouvaient au site principal de Gaston Bourret. Sa capacité est alors de 123 lits.
- 1995: construction du centre d'Hémodialyse et des ateliers techniques.
- 2004: inauguration de la nouvelle cuisine, fonctionnant pour tout le CHT.
- 2006: inauguration du nouveau pôle logistique du CHT qui se trouve sur le site de Magenta, il regroupe le magasin général et la pharmacie.
- 2016: Fermeture et déménagement vers le Médipôle de Koutio.

## Chiffres
- Capacité: 160 lits, 14 places d'hospitalisation de jour et 13 postes d'hémodialyse.
- Nombre de naissances: plus de 2000 bébés y naissent chaque année.